# Kyselina bromná
Kyselina bromná (HBrO) je jednou ze čtyř kyslíkatých kyselin bromu. Její vzorec je HBrO. Brom má v kyselině bromné oxidační číslo BrI+.
Kyselina bromná je známa jen ve velmi zředěných roztocích. Je velmi nestálá. Lze ji připravit podobně jako kyselinu chlornou. Soli kyseliny bromné jsou stejně jako samotná kyselina nestálé. Nazývají se bromnany. Rozkladem bromnanů se připravují bromičnany:
3 NaBrO –––> NaBrO3 + 2 NaBr